# Uranotaenia douceti
Uranotaenia douceti är en tvåvingeart som beskrevs av Alexis Grjebine 1953. Uranotaenia douceti ingår i släktet Uranotaenia och familjen stickmyggor.
Artens utbredningsområde är Madagaskar. Inga underarter finns listade i Catalogue of Life.